# Booksmart
Booksmart (bra: Fora de Série; prt: Booksmart: Inteligentes e Rebeldes) é um filme de comédia do gênero amadurecimento de 2019 dirigido por Olivia Wilde. Escrito por Emily Halpern, Sarah Haskins, Susanna Fogel e Katie Silberman, é estrelado por Beanie Feldstein e Kaitlyn Dever, as quais interpretam duas garotas que estão terminando o ensino médio e que planejam deixar as regras de lado no último dia de aula.
O filme estreou no South by Southwest, em 10 de março de 2019, e foi lançado nos Estados Unidos em 24 de maio de 2019, no Brasil em 13 de junho de 2019, e em Portugal em 15 de agosto de 2019. Como reconhecimento, Feldstein foi nomeada à categoria de Melhor Atriz nos Prémios Globo de Ouro de 2020.

## Elenco
- Beanie Feldstein como Molly Davidson
- Kaitlyn Dever como Amy Antsler
- Jessica Williams como Miss Fine
- Lisa Kudrow como Charmaine Antsler
- Will Forte como Doug Antsler
- Jason Sudeikis como Jordan Brown
- Billie Lourd como Gigi
- Diana Silvers como Hope
- Skyler Gisondo como Jared
- Molly Gordon como Annabelle, or "Triple A"
- Noah Galvin como George
- Austin Crute como Alan
- Victoria Ruesga como Ryan
- Eduardo Franco como Theo
- Nico Hiraga como Tanner
- Mason Gooding como Nick Howland
- Mike O'Brien como Pat the Pizza Guy
- Bluesy Burke como Cindy
- Christopher Avila como Rob
- Stephanie Styles como Alison
- Adam Simon Krist como Dick
- Gideon Lang como Skip
- Maya Rudolph como Motivational Voice[7]

## Recepção crítica
No agregador de avaliações Rotten Tomatoes, Booksmart conta com aprovação de 97%, baseada em 322 críticas, e uma média de 8,28/10. No Metacritic, o filme tem uma nota de 84 de 100 pontos, baseada em 35 críticas que indicam "aclamação universal".